# Anfiteatro Correa

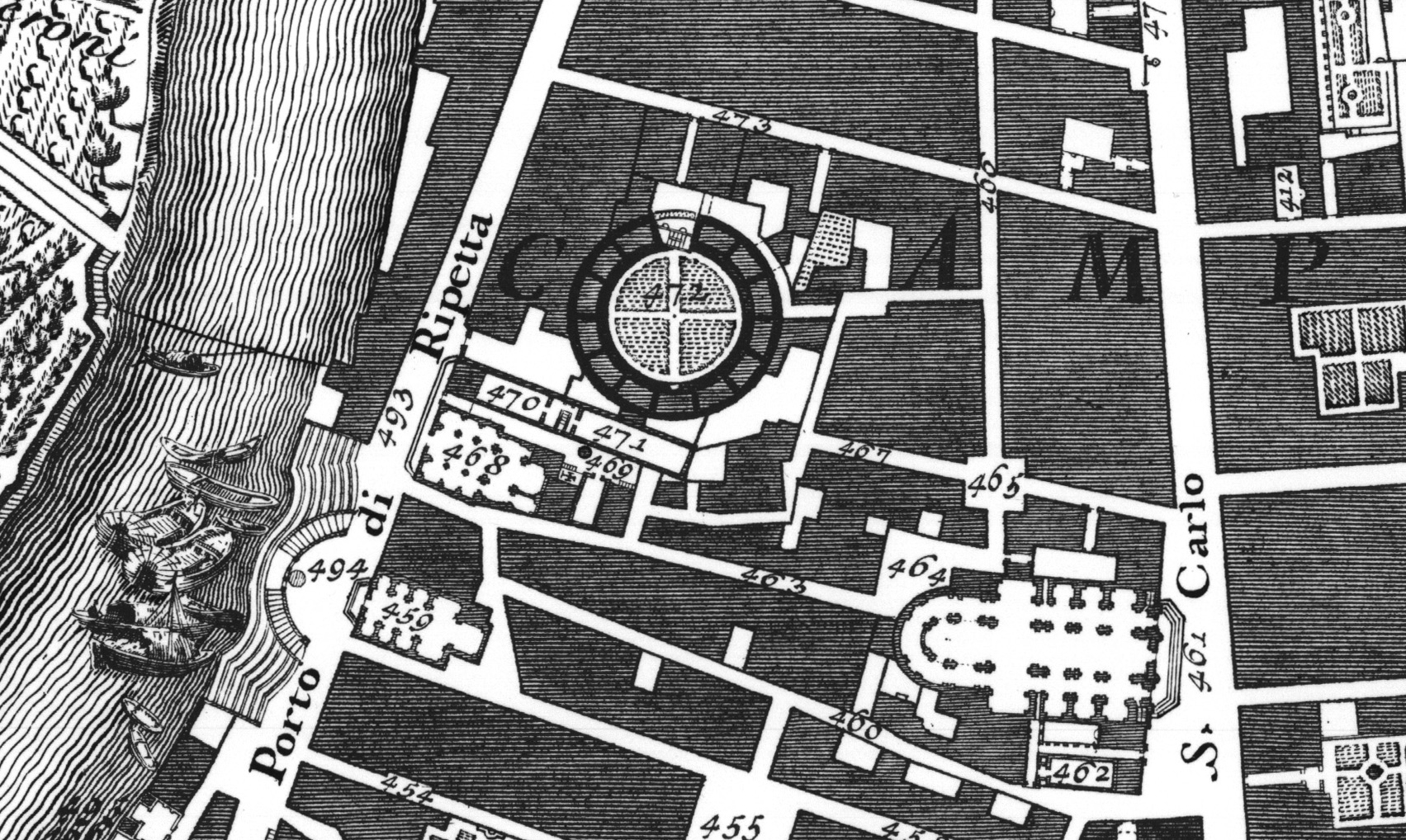
La zona del porto di Ripetta nel 1748 (da Giovanni Battista Nolli, Nuova Topografia di Roma). Al centro il mausoleo di Augusto, ancora a giardino.

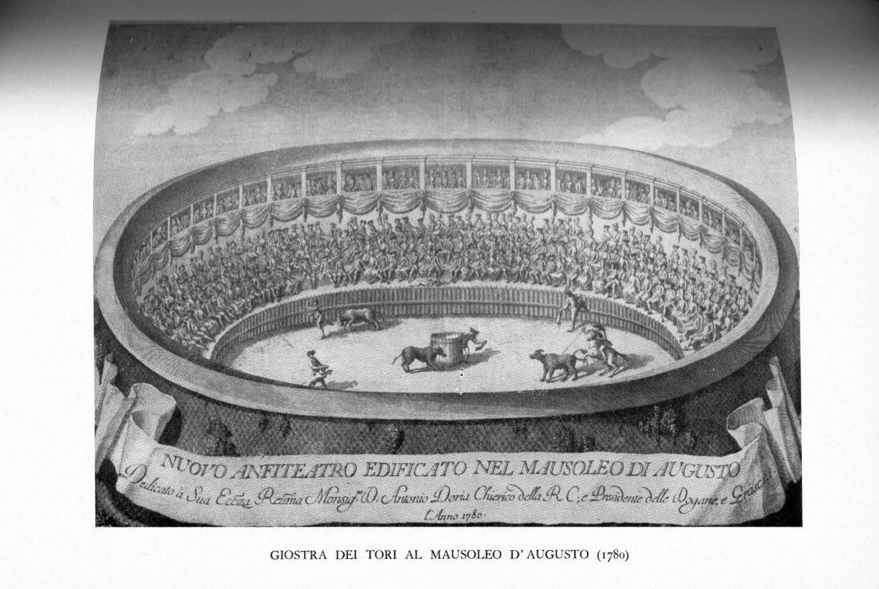
La giostra dei tori inaugurale al Corea (1780)

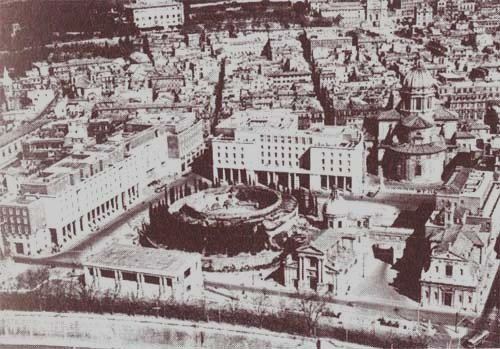
La piazza Augusto imperatore appena realizzata, nel 1937.

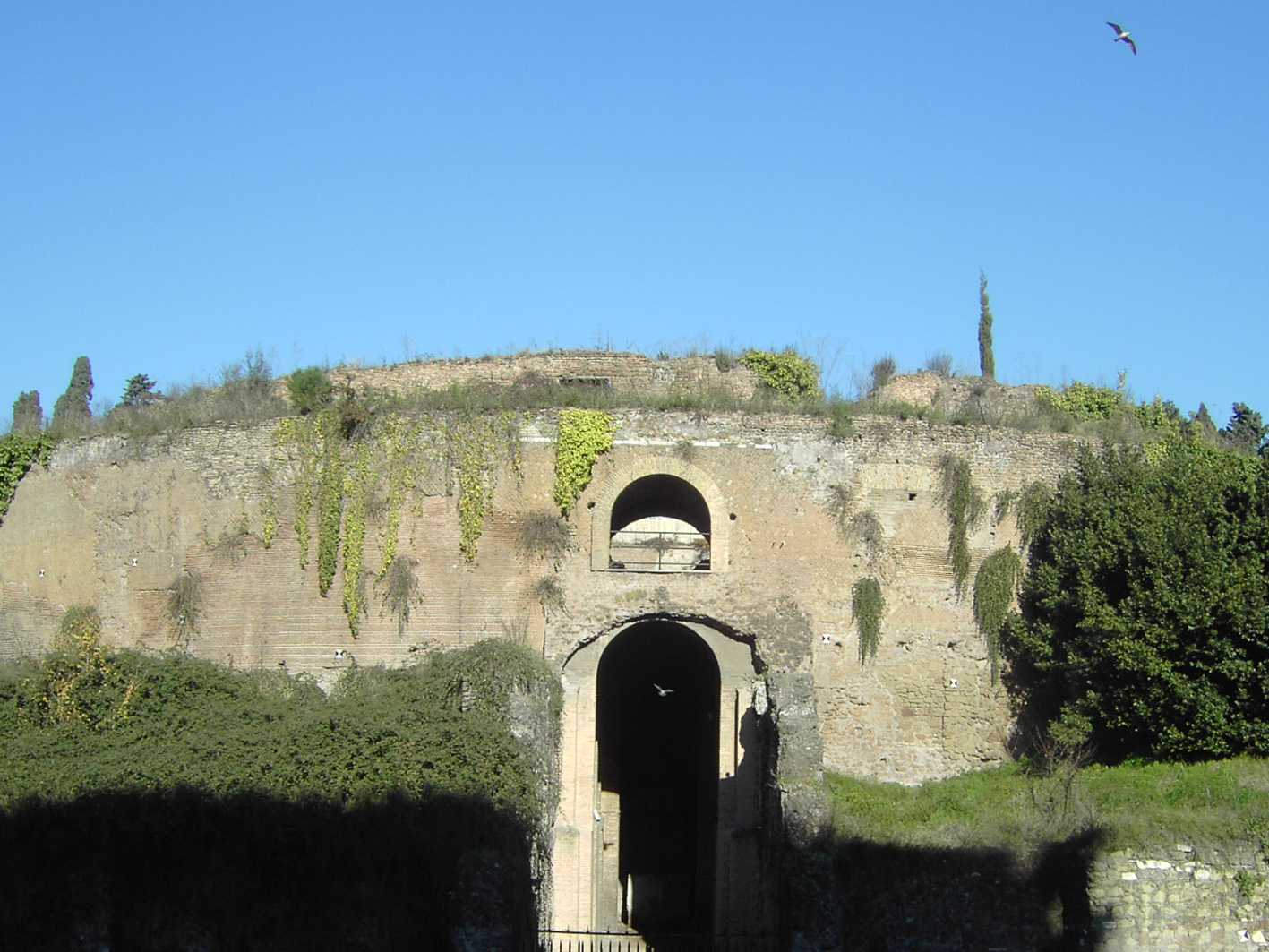
Il Mausoleo di Augusto, sopra il quale sorgeva l'anfiteatro Correa, oggi

L'anfiteatro Correa (o Corea) era un teatro di Roma, che operò dal 1780 al 1936. Nel corso degli anni fu anche chiamato Teatro Umberto I e Teatro Augusteo.

## Storia
L'Anfiteatro Correa fu edificato sui resti del mausoleo di Augusto in Campo Marzio per volere del marchese portoghese Vincenzo Mani Correa, che risiedeva in piazza San Lorenzo in Lucina ed era proprietario del palazzo costruito a ridosso del monumento, nonché dello stesso rudere imperiale. Il nome Corea derivava dal dialetto romanesco, che ha la caratteristica di elidere il raddoppiamento consonantico "r", riducendolo a una sola consonante. L'uso cambiò anche il cognome del marchese, che si chiamò in seguito Corea. Il penultimo marchese fu Vincenzo, morto a Catanzaro il 16 luglio del 1921 per una grave infezione, lasciando un figlio molto piccolo.
Nello spazio interno del mausoleo era stato ricavato da molto tempo un giardino. Un affittuario di origini spagnole, Matas, lo attrezzò con impalcature di legno creandovi un'arena circolare provvista di gradinate, destinata a spettacoli equestri, giostre di animali, cacce e giochi pirotecnici (detti all'epoca "i fochetti"), per una capacità complessiva tra mille e tremila spettatori. Il 3 luglio 1780 si svolse l'inaugurazione. Nel 1802 l'anfiteatro venne acquisito dalla Camera Apostolica, che vi permise l'esecuzione di spettacoli circensi e di animali, assai cari al popolo romano.
Il teatro, che si trovava all'aperto, fu dotato di un velario, realizzato nel 1826 dal Valadier. Un pomeriggio di fine agosto, fortunatamente prima che iniziasse lo spettacolo, il velario crollò con e sugli operai che lo stavano approntando, uno dei quali, padre di cinque figli, morì nell'incidente. Leone XII, allora regnante, volle personalmente decidere una punizione esemplare per i responsabili dell'incidente, e ce ne fu per tutti: a risarcimento della vedova furono inflitte penali a tutti gli architetti (mille scudi all'architetto Valadier ed altri 500 per ciascuno ai tre architetti che avrebbero dovuto sorvegliare l'esecuzione del lavoro); a risarcimento della Camera Apostolica, proprietaria del teatro, fu inflitta una multa di 100 scudi l'anno all'impresario per tutta la durata del contratto, da devolvere alla pia casa di Santa Galla; e infine al marchese Origo, che era il Conservatore capitolino addetto alla supervisione dell'opera, fu imposta la celebrazione a sue spese di «un triduo solenne alla Madonna d'Aracoeli, Avvocata del popolo romano» per ringraziarla del pericolo scampato dagli spettatori.
Durante il breve pontificato di Pio VIII (1830 circa) gli spettacoli pirotecnici, di animali e di caccia furono aboliti per lasciare spazio al solo divertimento diurno, composto da esercizi ginnici e numeri da circo. Nel 1859 fu teatro, ad esempio, di uno dei primi voli romani in pallone aerostatico.
Dopo il 1870 l'anfiteatro fu acquistato dal conte Telfener, amministratore dei beni della famiglia reale (nonché proprietario di Villa Ada per un certo periodo). Questi gli cambiò nome in Teatro Umberto I (a volte anche ricordato come Anfiteatro Umberto I) in onore del re d'Italia; tuttavia, esso operò solo per alcuni anni, prima di cadere in disuso ed essere adibito agli usi più disparati: come cantiere per la posa dei materiali necessari alla costruzione del Vittoriano o come sede di eventi estemporanei (lo si ricorda come sede di una "Fiera dei vini" nel 1884).
Nel 1908, grazie all'interessamento dell'Accademia nazionale di Santa Cecilia, si svolse un'intensa opera di ristrutturazione e rifacimenti per trasformare il teatro in una struttura per concerti: il nuovo teatro prese il nome di Teatro Augusteo e fu inaugurato il 16 febbraio con un concerto diretto da Giuseppe Martucci.
Nel 1911 fu dotato di un grande organo a canne, costruito da Carlo Vegezzi-Bossi con 81 registri su quattro manuali e pedale. Nel teatro si tennero i concerti sinfonici dell'Accademia fino a quando iniziarono le demolizioni nel 1936.
Nel  novembre 1921 vi si tenne il III Congresso dei Fasci italiani di combattimento, che sancì la trasformazione dei Fasci nel PNF.

## Le demolizioni e la riorganizzazione dello spazio attorno al mausoleo

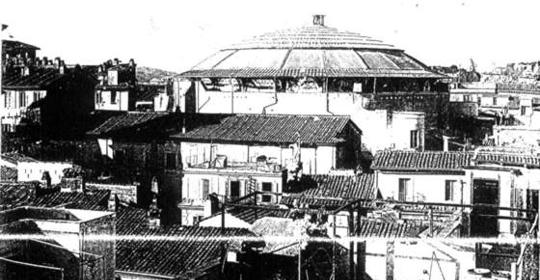
Anfiteatro Correa nel 1910

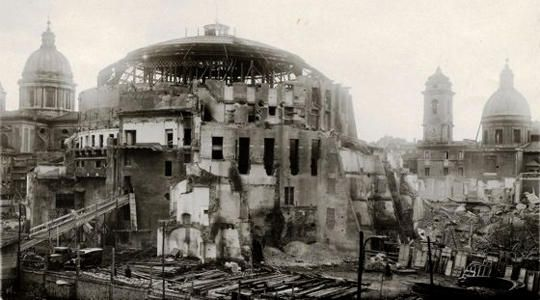
Lavori delle demolizioni delle sostruzioni al Mausoleo di Augusto, 1936

La vita del teatro ebbe fine sotto il fascismo: nel 1937 venne infatti realizzata la demolizione di tutta quella zona un tempo denominata "Schiavonia" (per la presenza della chiesa degli Schiavoni e di alcune case appartenenti alla loro congregazione), nel quadro della campagna mussoliniana di sventramenti del tessuto urbanistico rinascimentale di Roma, tendente a isolare i resti dei monumenti imperiali. La zona del mausoleo di Augusto fu perciò completamente demolita, creandovi attorno il quadrilatero porticato di piazza Augusto imperatore su progetto dell'architetto Vittorio Ballio Morpurgo. Il progetto, di chiara matrice razionalista, prevedeva notevoli cubature di edifici nuovi con rivestimento in travertino, tra cui la teca dell'Ara Pacis.
Da allora il mausoleo di Augusto è recintato ed è stato chiuso al pubblico fino al 1º marzo 2021, quando è stato riaperto al pubblico.
Dopo le demolizioni la memoria del teatro è rimasta nella toponomastica cittadina, che conserva ancora oggi il nome di via del Corea alla strada compresa tra via della Frezza e piazza Augusto imperatore.